# Список национальных парков Северной Македонии
Система национальных парков Северной Македонии состоит из четырёх парков. Кроме того, статус национального парка (с 1958 года) имеет лесной заповедник Ясен.
| Вид | № | Название    | Оригинальное название (макед. ) | Площадь, км² | Год получения статуса | Координаты                      |
| --- | - | ----------- | ------------------------------- | ------------ | --------------------- | ------------------------------- |
|     | 1 | Галичица    | Национален парк Галичица        | 227,5        | 1958                  | 41°01′09″ с. ш. 20°52′54″ в. д. |
|     | 2 | Маврово     | Национален парк Маврово         | 730,9        | 1988                  | 41°41′46″ с. ш. 20°40′04″ в. д. |
|     | 3 | Пелистер    | Национален парк Пелистер        | 125          | 1948                  | 41°00′12″ с. ш. 21°11′04″ в. д. |
|     | 4 | Шар-Планина | Национален парк Шар Планина     | 542,15       | 2021                  |                                 |